# Хејгерман (Ајдахо)
Хејгерман (енгл. Hagerman) град је у америчкој савезној држави Ајдахо.

## Демографија
По попису из 2010. године број становника је 872, што је 216 (32,9%) становника више него 2000. године.
| Група             | 2000.       | 2010.       |
| Белци             | 583 (88,9%) | 735 (84,3%) |
| Афроамериканци    | 0 (0,0%)    | 1 (0,1%)    |
| Азијати           | 0 (0,0%)    | 3 (0,3%)    |
| Хиспаноамериканци | 58 (8,8%)   | 120 (13,8%) |
| Укупно            | 656         | 872         |